# Alliance royale
Pour les articles homonymes, voir AR.
L'Alliance royale (AR) est une formation politique française royaliste fondée en 2001 par Yves-Marie Adeline. Elle vise à l'instauration d'une monarchie constitutionnelle prenant comme base la Constitution de la Ve République.

## Histoire
L'Alliance royale est créée le 25 janvier 2001 par Yves-Marie Adeline, qui en devient par la suite président d'honneur.
La formation se fonde en 2003 en parti politique et vise à promouvoir des réformes institutionnelles, législatives et politiques inspirées de l'héritage monarchique par des moyens électoraux. Elle s'efforce également de remettre cette question au cœur du débat public, tant en France qu'à l'international.
Son action s'articule autour des élections, du militantisme et de la réflexion politique. Elle présente des candidats royalistes là où cela est jugé pertinent et a participé à plusieurs scrutins depuis les élections européennes de 2004.
Le parti s'appuie sur des délégations territoriales chargées de rassembler les adhérents et de renforcer sa présence politique à travers des actions militantes, médiatiques et électorales.
Par ailleurs, il élabore des propositions concrètes pour un royalisme moderne et adapté aux enjeux du XXIe siècle, en se libérant des contraintes idéologiques républicaines pour conserver une totale liberté de pensée.
En 2008, il est remplacé à la présidence de l'Alliance royale par Pierre Bernard, ancien député et maire honoraire de Montfermeil.
La direction effective du parti est confiée à un délégué général depuis 2008. Se sont succédé à ce poste :
- Cyrille Henrys ;
- Sandrine Pico ;
- Robert de Prévoisin ;
- Olivier Leconte (depuis septembre 2019).

## Idéologie
L'Alliance royale souhaite une « restauration moderne » de la monarchie, « adaptée au XXIe siècle ». Le parti propose une monarchie constitutionnelle et entend « représenter tous les royalistes », ne se revendiquant ni orléaniste, ni légitimiste. En effet, elle se déclare incompétente pour trancher les querelles dynastiques et désigner le roi.

## Résultats électoraux

### Élections présidentielles
Patrick Cosseron de Villenoisy, porte-parole de l'Alliance royale, est candidat de la formation à l'élection présidentielle de 2012, mais il n'obtient pas les 500 parrainages requis,.
En 2016, Robert de Prévoisin, délégué général de l'Alliance royale, se déclare candidat à l'élection présidentielle de 2017 : seul candidat royaliste de cette élection, il échoue à obtenir les 500 parrainages pour pouvoir participer au scrutin.

### Élections législatives
L'Alliance royale présente 34 candidats aux élections législatives de 2012, pour des résultats très modestes.
Pour les élections législatives de l'année 2017, l'Alliance royale investit seize candidats, dont les tracts sont ornés d'une fleur de lys.

### Élections européennes
| Année | Voix  | %    | Sièges | Rang | Tête de liste                    |
| ----- | ----- | ---- | ------ | ---- | -------------------------------- |
| 2004  | 5 248 | 0,03 | 0 / 78 | -    | Circonscriptions interrégionales |
| 2009  | 3 994 | 0,02 | 0 / 72 | -    | Circonscriptions interrégionales |
| 2014  | 3 576 | 0,02 | 0 / 74 | -    | Circonscriptions interrégionales |
| 2019  | 3 150 | 0,01 | 0 / 79 | 30e  | Robert de Prévoisin              |

Faute de moyens, les bulletins de vote de l'Alliance royale aux élections européennes ne sont pas imprimés mais proposés au téléchargement sur le site internet du mouvement. À Versailles, le mouvement royaliste obtient 0,5 % des voix au scrutin de 2009.

### Élections municipales
En 2014, le parti propose deux listes 100 % royalistes et plusieurs candidats dans des listes mixtes. À l'issue du scrutin, l'Alliance royale obtient ses premiers élus,.
| Candidat         | Commune                    | Premier tour | Premier tour | Premier tour |
| Candidat         | Commune                    | Voix         | %            | Rang         |
| ---------------- | -------------------------- | ------------ | ------------ | ------------ |
| Blandine Rossand | 5e arrondissement de Paris | 127          | 0,57         | 8e           |
| Joël Lamand      | Caudry                     | 92           | 1,52         | 5e           |

| Nom                    | Commune               | Liste   | Attribution                           |
| ---------------------- | --------------------- | ------- | ------------------------------------- |
| Thibaut Brière Saunier | Chartres              | RBM, FN | Conseiller municipal et communautaire |
| Jérôme Szczcepanski    | Mouriez               | SE      | Conseiller municipal                  |
| Robert de Prévoisin    | Cussay                | SE      | Conseiller municipal                  |
| Olivier Leconte        | Belvédère             | SE      | Conseiller municipal                  |
| Sébastien Averlant     | Saint-Dier-d'Auvergne | SE      | Conseiller municipal                  |